# San José de la Dormida
San José de la Dormida é um município da província de Córdova, na Argentina.